# Tenerife Ladies Open 2021
Tenerife Ladies Open 2021 là một giải quần vợt nữ thi đấu trên mặt sân cứng ngoài trời. Đây là lần thứ 1 giải Tenerife Ladies Open được tổ chức, và là một phần của WTA 250 trong WTA Tour 2021. Giải đấu diễn ra tại Abama Tennis Academy ở Guía de Isora, Tenerife, Tây Ban Nha, từ ngày 18 đến ngày 24 tháng 10 năm 2021.

## Nội dung đơn

### Hạt giống
| Quốc gia | Tay vợt             | Xếp hạng1 | Hạt giống |
| -------- | ------------------- | --------- | --------- |
| UKR      | Elina Svitolina     | 7         | 1         |
| SLO      | Tamara Zidanšek     | 33        | 2         |
| ESP      | Sara Sorribes Tormo | 35        | 3         |
| ITA      | Camila Giorgi       | 38        | 4         |
| SUI      | Viktorija Golubic   | 46        | 5         |
| CHN      | Zhang Shuai         | 48        | 6         |
| DEN      | Clara Tauson        | 49        | 7         |
| USA      | Alison Riske        | 51        | 8         |

- Bảng xếp hạng vào ngày 4 tháng 10 năm 2021. [4]

### Vận động viên khác
Đặc cách:
- Rebeka Masarova
- Nuria Párrizas Díaz
- Lucrezia Stefanini

Bảo toàn thứ hạng:
- Zheng Saisai

Vượt qua vòng loại:
- Aliona Bolsova
- Jaqueline Cristian
- Mandy Minella
- Donna Vekić
- Stefanie Vögele
- Wang Xinyu

Thua cuộc may mắn:
- Kaja Juvan

### Rút lui
Trước giải đấu
- Caroline Garcia → thay thế bởi  Arantxa Rus
- Magda Linette → thay thế bởi  Greet Minnen
- Jasmine Paolini → thay thế bởi  Danka Kovinić
- Rebecca Peterson → thay thế bởi  Kaja Juvan
- Martina Trevisan → thay thế bởi  Varvara Gracheva

## Nội dung đôi

### Hạt giống
| Quốc gia | Tay vợt           | Quốc gia | Tay vợt        | Xếp hạng1 | Hạt giống |
| -------- | ----------------- | -------- | -------------- | --------- | --------- |
| CRO      | Darija Jurak      | SLO      | Andreja Klepač | 43        | 1         |
| JPN      | Eri Hozumi        | CHN      | Zhang Shuai    | 91        | 2         |
| UKR      | Lyudmyla Kichenok | UKR      | Marta Kostyuk  | 122       | 3         |
| NOR      | Ulrikke Eikeri    | AUS      | Ellen Perez    | 127       | 4         |

- Bảng xếp hạng vào ngày 4 tháng 10 năm 2021.

### Vận động viên khác
Đặc cách:
- Paula Arias Manjón /  Sara Sorribes Tormo
- Cristiana Ferrando /  Lucrezia Stefanini

Bảo toàn thứ hạng:
- Beatrice Gumulya /  Peangtarn Plipuech

### Rút lui
Trước giải đấu
- Kirsten Flipkens /  Hsieh Su-wei → thay thế bởi  Emina Bektas /  Tara Moore
- Vivian Heisen /  Kimberley Zimmermann → thay thế bởi  Vivian Heisen /  Andreea Mitu
- Greet Minnen /  Alison Van Uytvanck → thay thế bởi  Beatrice Gumulya /  Peangtarn Plipuech
- Andreea Mitu /  Lesley Pattinama Kerkhove → thay thế bởi  Anna Bondár /  Dalma Gálfi

## Nhà vô địch

### Đơn
- Ann Li đánh bại  Camila Osorio 6–1, 6–4

### Đôi
- Ulrikke Eikeri /  Ellen Perez đánh bại  Lyudmyla Kichenok /  Marta Kostyuk, 6–3, 6–3